# Tachornis
Tachornis – rodzaj ptaków z podrodziny jerzyków (Apodinae) w rodzinie jerzykowatych (Apodidae).

## Zasięg występowania
Rodzaj obejmuje gatunki występujące w Ameryce.

## Morfologia
Długość ciała 9–13 cm; masa ciała 9,2–12 g; rozpiętość skrzydeł 23,5–25 cm.

## Systematyka

### Etymologia
- Tachornis: gr. ταχυς takhus „szybki”; ορνις ornis, ορνιθος ornithos „ptak”[7].
- Claudia: Claudia Bernadine Elisabeth Reinard Hartert z domu Endris (1863–1958), żona niemieckiego ornitologa Ernsta Harterta[8]. Gatunek typowy: Cypselus squamatus Cassin, 1853.
- Reinarda: Claudia Bernadine Elisabeth Reinard Hartert z domu Endris (1863–1958), żona niemieckiego ornitologa Ernsta Harterta[9]. Nowa nazwa dla Claudia E. Hartert, 1892.
- Micropanyptila: gr. μικρος mikros „mały”; rodzaj Panyptila Cabanis, 1847 (widłogończyk)[10]. Gatunek typowy: Micropanyptila furcata Sutton, 1928.

### Podział systematyczny
Do rodzaju należą następujące gatunki:
- Tachornis phoenicobia Gosse, 1847 – widłogończyk antylski
- Tachornis furcata (Sutton, 1928) – widłogończyk mały
- Tachornis squamata (Cassin, 1853) – widłogończyk łuskowany